# Ganden Thripa
Ganden Thripa (auch: Ganden Tripa, Gaden Tripa, Gaden Tri Rinpoche; tibet. དགའ་ལྡན་ཁྲི་པ; Wylie: dga' ldan khri pa, THDL: Ganden tripa, Transkription der VRCh: Gandain Chiba; Thronhalter von Ganden) bezeichnet das höchste Amt innerhalb der Hierarchie des Gelug-Ordens des tibetischen Buddhismus. Der jeweilige Ganden Thripa symbolisiert in dieser Tradition die Nachfolge Tsongkhapas, des Ordensgründers, und ist „Oberhaupt der Gelugpa“.
Eine Ausnahme bildete namentlich die Zeit des Gendün Drub, der postum als erster Dalai Lama bezeichnet wurde. Von 1438 bis 1475 hatte er die Position eines Gyelwa und war damit „Oberhaupt der Gelugpa“. Der Ganden Thripa stand während der Zeit seines Wirkens im Rang unter ihm. So überragend sei Gendün Drub gewesen, dass nach seinem Ableben niemand wagte, seine Nachfolge anzutreten. Daher sei die Position des Gyelwa, des Oberhauptes der Schule, zunächst verwaist geblieben.
Die Gelug-Tradition wird aufgrund der großen Bedeutung des Klosters Ganden zuweilen auch Ganden-Tradition genannt. Im Zuge der politischen Umwälzungen in Tibet wurde der Hauptsitz des Ganden Thripa nach Mundgod, Karnataka verlegt.

## Liste der Ganden Thripas
Die Liste beginnt mit Tsongkhapa als erstem Ganden Thripa, alternativ kann auch Dharma Rinchen als erster Ganden Thripa gesehen werden.

### 1–25
| dga' ldan khri pa | Name                         | Lebensdaten    | Amtszeit      | Umschrift nach Wylie                 | weitere Titel                              |
| ----------------- | ---------------------------- | -------------- | ------------- | ------------------------------------ | ------------------------------------------ |
| 1.                | Tsongkhapa, Lobsang Dragpa   | 1357–1419      | 1409–1419     | tsong kha pa, blo bzang grags pa     | Je Rinpoche (rje rin po che)               |
| 2.                | Dharma Rinchen               | 1364–1432      | 1419–1431     | dar ma rin chen                      | Gyeltshab Je (rgyal tshab rje)             |
| 3.                | Khedrub Geleg Pelsang        | 1385–1438      | 1431–1438     | mkhas grub rje dge legs dpal bzang   | 1. Penchen Lama                            |
| 4.                | Shalu Lochen Legpa Gyeltshen | 1375–1450      | 1438–1450     | zhwa lu lo chen legs pa rgyal mtshan | –                                          |
| 5.                | Lodrö Chökyong               | 1389–1463      | 1450–1463     | blo gros chos skyong                 | –                                          |
| 6.                | Chökyi Gyeltshen             | 1402–1473      | 1463–1473     | chos kyi rgyal mtshan                | 1. Tatshag Rinpoche (rta tshag rin po che) |
| 7.                | Lodrö Tenpa                  | 1402–1476      | 1473–1476(79) | blo gros brtan pa                    | –                                          |
| 8.                | Mönlam Legpe Lodrö           | 1414–1491      | 1480–1489     | smon lam legs pa'i blo gros          | –                                          |
| 9.                | Lobsang Nyima                | 1439–1492      | 1490–1492     | blo bzang nyi ma                     | –                                          |
| 10.               | Yeshe Sangpo                 | 1415–1498      | 1492–1498     | ye shes bzang po                     | –                                          |
| 11.               | Lobsang Dragpa               | 1422/1429–1511 | 1499–1511     | blo bzang grags pa                   | –                                          |
| 12.               | Jamyang Legpe Lodrö          | 1450–1530      | 1511–1516     | jam dbyangs legs pa'i blo gros       | –                                          |
| 13.               | Chökyi Shenyen (Dharmamitra) | 1453–1540      | 1516–1521     | chos kyi bshes gnyen                 | –                                          |
| 14.               | Rinchen Öser                 | 1453–1540      | 1522–1528     | rin chen 'od zer                     | –                                          |
| 15.               | Penchen Sönam Dragpa         | 1478–1554      | 1529–1535     | pan chen bsod nams grags pa          | (gzims khang gong ma)                      |
| 16.               | Chökyong Gyatsho             | 1473–1539      | 1534–1539     | chos skyong rgya mtsho               | 4. Lab Kyabgön (lab skyabs mgon)           |
| 17.               | Dorje Sangpo                 | 1491–1554      | 1539–1546     | rdo rje bzang po                     | –                                          |
| 18.               | Gyeltshen Sangpo             | 1497–1548      | 1546–1548     | rgyal mtshan bzang po                | –                                          |
| 19.               | Ngawang Chödrag              | 1501–1551/1552 | 1548–1552     | ngag dbang chos grags                | –                                          |
| 20.               | Chödrag Sangpo               | 1493–1559      | 1552–1559     | chos grags bzang po                  | –                                          |
| 21.               | Geleg Pelsang                | 1505–1567      | 1559–1565     | dge legs dpal bzang                  | –                                          |
| 22.               | Gendün Tenpa Dargye          | 1493–1568      | 1565–1568     | dge 'dun bstan pa dar rgyas          | –                                          |
| 23.               | Tsheten Gyatsho              | 1520–1576      | 1568–1575     | tshe brtan rgya mtsho                | –                                          |
| 24.               | Champa Gyatsho               | 1516–1590      | 1575–1582     | byams pa rgya mtsho                  | –                                          |
| 25.               | Peljor Gyatsho               | 1526–1599      | 1582–?        | dpal 'byor rgya mtsho                | –                                          |

### 26–50
| dga' ldan khri pa | Name                     | Lebensdaten         | Amtszeit            | Umschrift nach Wylie             | weitere Titel  |
| ----------------- | ------------------------ | ------------------- | ------------------- | -------------------------------- | -------------- |
| 26.               | Damchö Pelbar            | 1523/1546–1599      | 1589–1596           | dam chos dpal 'bar               | –              |
| 27.               | Sanggye Rinchen          | 1540–1612           | 1596–1603           | sangs rgyas rin chen             | –              |
| 28.               | Gendün Gyeltshen         | 1532–1605/1607      | 1603–?              | dge 'dun rgyal mtshan            | –              |
| 29.               | Shenyen Dragpa           | 1545–1615           | 1607–1615           | bshes gnyen grags pa             | –              |
| 30.               | Lodrö Gyatsho            | 1546–1618           | 1615–1618           | blo gros rgya mtsho              | 5. Lab Kyabgön |
| 31.               | Damchö Pelsang           | 1546–1620           | 1618–1620           | dam chos dpal bzang              | –              |
| 32.               | Tshülthrim Chöphel       | 1561–1623           | 1620–1623           | tshul khrims chos 'phel          | –              |
| 33.               | Dragpa Gyatsho           | 1555–1627           | 1623–1627           | grags pa rgya mtsho              | –              |
| 34.               | Ngawang Chökyi Gyeltshen | 1571/1575–1625/1629 | 1623, 1627/1628(?)  | ngag dbang chos kyi rgyal mtshan | –              |
| 35.               | Könchog Chöphel          | 1573–1644           | 1626–1637           | dkon mchog chos 'phel            | –              |
| 36.               | Tendzin Legshe           | ?–1664              | 1638?               | bstan 'dzin legs bshad           | –              |
| 37.               | Gendün Rinchen Gyeltshen | 1571–1642           | 1638–1642           | dge 'dun rin chen rgyal mtshan   | –              |
| 38.               | Tenpa Gyeltshen          | ?–1647              | 1643–1647           | bstan pa rgyal mtshan            | –              |
| 39.               | Könchog Chösang          | ?–1672/1673         | 1644(?)/1648–1654   | dkon mchog chos bzang            | –              |
| 40.               | Pelden Gyeltshen         | 1601–1674           | 1651/1654/1655–1662 | dpal ldan rgyal mtshan           | –              |
| 41.               | Lobsang Gyeltshen        | 1599/1600–1672      | 1658/1662–1668      | blo bzang rgyal mtshan           | –              |
| 42.               | Lobsang Dönyö            | 1602–1678           | 1668–1675           | blo bzang don yod                | Namdak Dorje   |
| 43.               | Champa Trashi            | 1618–1684           | 1675–1681           | byams pa bkra shis               | –              |
| 44.               | Ngawang Lodrö Gyatsho    | 1635–1688           | 1682–1685           | ngag dbang blo gros rgya mtsho   | –              |
| 45.               | Tshülthrim Dargye        | 1632–?              | 1685/1695–1692/1699 | tshul khrims dar rgyas           | –              |
| 46.               | Ngawang Pelsang          | 1629–1695           | ?                   | ngag dbang dpal bzang            | Chinpa Gyatsho |
| 47.               | Lobsang Chöphel          | * 17. Jh.           | 1699–1701           | blo bzang chos 'phel             | –              |
| 48.               | Döndrub Gyatsho          | * 17. Jh.           | 1702–1708           | don grub rgya mtsho              | –              |
| 49.               | Lobsang Dargye           | * 17. Jh.           | 1708–1715           | blo bzang dar rgyas              | –              |
| 50.               | Gendün Phüntshog         | ?–1724              | 1715–1722           | dge 'dun phun tshogs             | –              |

### 51–75
| dga' ldan khri pa | Name                              | Lebensdaten    | Amtszeit        | Umschrift nach Wylie                         | weitere Titel                   |
| ----------------- | --------------------------------- | -------------- | --------------- | -------------------------------------------- | ------------------------------- |
| 51.               | Pelden Dragpa                     | ?–1729         | 1722–1729       | dpal ldan grags pa                           | 1. hor tshang gser khri         |
| 52.               | Ngawang Tshephel                  | 1668–1734      | 1730–1732       | ngag dbang tshe 'phel                        | –                               |
| 53.               | Gyeltshen Sengge                  | 1678–1756      | 1732–1739       | rgyal mtshan seng ge                         | 1. gtsos khri sprul             |
| 54.               | Ngawang Chogden                   | 1677–1751      | 1739–1746       | ngag dbang mchog ldan                        | 1. Reting Rinpoche (rwa sgreng) |
| 55.               | Ngawang Namkha Sangpo             | 1690–1749/1750 | 1746–1749/1750  | ngag dbang nam mkha' bzang po                | 1. Samtsha Rinpoche             |
| 56.               | Lobsang Drime                     | 1683–?         | 1750–1757       | blo bzang dri med                            | –                               |
| 57.               | Samten Phüntshog                  | 1703–1770      | 1757–1764       | bsam gtan phun tshogs                        | –                               |
| 58.               | Chakyung Ngawang Chödrag          | 1707–1778      | 1764–1778?      | bya khyung ngag dbang chos grags             | –                               |
| 59.               | Chusang Ngawang Chödrag           | 1710–1772      | 1771–1772?      | chu bzang ngag dbang chos grags              | –                               |
| 60.               | Lobsang Tenpa                     | 1725–?         | 6 Jahre         | blo bzang bstan pa                           | –                               |
| 61.               | Ngawang Tshülthrim                | 1721–1791      | 1778–1785       | ngag dbang tshul khrims                      | 1. Tshemönling                  |
| 62.               | Lobsang Mönlam                    | 1729–1798      | 1785–1793       | blo bzang smon lam                           | –                               |
| 63.               | Lobsang Khechog                   | 1736–1792      | 1792 (6 Monate) | blo bzang mkhas mchog                        | –                               |
| 64.               | Lobsang Trashi                    | 1739–1801      | 1794–1801       | blo bzang bkra shis                          | –                               |
| 65.               | Gendün Tshülthrim                 | 1744–1807      | ?               | dge 'dun tshul khrims                        | –                               |
| 66.               | Ngawang Nyendrag                  | 1746–1824      | 1807–1814       | ngag dbang snyan grags                       | –                               |
| 67.               | Jamyang Mönlam                    | 1750–1814/1817 | 1814 (3 Monate) | 'jam dbyangs smon lam                        | –                               |
| 68.               | Lobsang Geleg                     | 1757–1816      | 1815–1816       | blo bzang dge legs                           | –                               |
| 69.               | Changchub Chöphel                 | 1756–1838      | 1816–1822       | byang chub chos 'phel                        | –                               |
| 70.               | Ngawang Chöphel                   | 1760–1839      | 1822–1828       | ngag dbang chos 'phel                        | stag brag pandi ta, 1.stag brag |
| 71.               | Yeshe Thardo                      | 1756–1829/1830 | 1829–1830       | ye shes thar 'dod                            | –                               |
| 72.               | Jampel Tshülthrim                 | * 19. Jh.      | 1831–1837       | 'jam dpal tshul khrims                       | 1. khams lung                   |
| 73.               | Ngawang Jampel Tshülthrim Gyatsho | 1792–1862/1864 | 1837–1843       | ngag dbang 'jam dpal tshul khrims rgya mtsho | 2. Tshemön Ling                 |
| 74.               | Lobsang Lhündrub                  | * 18. Jh.      | ?               | blo bzang lhun grub                          | –                               |
| 75.               | Ngawang Lungtog Yönten Gyatsho    | * 19 Jh.–1853? | 1850–1853       | ngag dbang lung rtogs yon tan rgya mtsho     | –                               |

### 76–104
| dga' ldan khri pa | Name                                   | Lebensdaten     | Amtszeit       | Umschrift nach Wylie                            | weitere Titel             |  |
| ----------------- | -------------------------------------- | --------------- | -------------- | ----------------------------------------------- | ------------------------- |  |
| 76.               | Lobsang Khyenrab Wangchug              | ?–1872          | 1853–1870      | blo bzang mkhyen rab dbang phyug                | –                         |  |
| 77.               | Tshülthrim Dargye                      | ?               | 1859?–1864?    | tshul khrims dar rgyas                          | –                         |  |
| 78.               | Jamyang Damchö                         | * 19. Jh.       | 1864?–1869?    | jam dbyangs dam chos                            | –                         |  |
| 79.               | Lobsang Chinpa                         | * 19. Jh.       | 1869?–1874?    | blo bzang sbyin pa                              | –                         |  |
| 80.               | Dragpa Döndrub                         | * 19. Jh.       | 1874?–1879?    | grags pa don grub                               | –                         |  |
| 81.               | Ngawang Norbu                          | * 19. Jh.       | 1879?–1884?    | ngag dbang nor bu                               | –                         |  |
| 82.               | Yeshe Chöphel                          | * 19. Jh.       | 1884?–1889?    | ye shes chos 'phel                              | –                         |  |
| 83.               | Changchub Namkha                       | * 19. Jh.       | 1889?–1894?    | byang chub nam mkha'                            | –                         |  |
| 84.               | Lobsang Tshülthrim                     | * 19. Jh.       | 1894?–1899?    | blo bzang tshul khrims                          | –                         |  |
| 85.               | Lobsang Tshülthrim Pelden              | 1839–1899/1900  | 1896–1899/1900 | blo bzang tshul khrims dpal ldan                | –                         |  |
| 86.               | Lobsang Gyeltshen                      | 1840–?          | 1900–1907?     | blo bzang rgyal mtshan                          | –                         |  |
| 87.               | Ngawang Lobsang Tenpe Gyeltshen        | 1844–1919       | 1907–1914      | ngag dbang blo bzang bstan pa'i rgyal mtshan    | 3. Tshemön Ling           |  |
| 88.               | Khyenrab Yönten Gyatsho                | * 19. Jh.       | 1914?–1919     | mkhyen rab yon tan rgya mtsho                   | Drigungpa Khyenrab Yönten |  |
| 89.               | Lobsang Sanggye Gyatsho                | * 19. Jh.       | 1919?–1924?    | blo bzang snyan grags rgya mtsho                | –                         |  |
| 90.               | Champa Chödrag                         | 1876–1937/1947  | 1920/1921–1926 | byams pa chos grags                             | –                         |  |
| 91.               | Lobsang Gyeltshen                      | ?–1932          | 1927–1932      | blo bzang rgyal mtshan                          | –                         |  |
| 92.               | Thubten Nyinche                        | ?–1933?         | 1933           | thub bstan nyin byed                            | 1. gtsang pa khri sprul   |  |
| 93.               | Yeshe Wangden                          | * 20. Jh.       | 1933–1939      | ye shes dbang ldan                              | 1. mi nyag khri sprul     |  |
| 94.               | Lhündrub Tsöndrü                       | ?–1949          | 1940–1946      | lhun grub brtson 'grus                          | Shangpa Lhündrub Tsöndrü  |  |
| 95.               | Trashi Tongthün                        | * 20. Jh.       | 1947–1953      | bkra shis stong thun                            | –                         |  |
| 96.               | Thubten Künga                          | 1891–1964       | 1954/1958–1964 | thub bstan kun dga                              | –                         |  |
| 97.               | Thubten Lungtog Tendzin Thrinle        | 1903–1983       | 1965–          | thub bstan lung rtogs bstan 'dzin 'phrin las    | Ling Rinpoche             |  |
| 98.               | Jampel Shenpen                         | 1919–1988/1989? | ?              | 'jam dpal gzhan phan                            | –                         |  |
| 99.               | Yeshe Dönden                           | ?–1995          | ?              | ye shes don ldan                                | –                         |  |
| 100.              | Lobsang Nyima                          | * 1928          | 1995–2003      | blo bzang nyi ma                                | –                         |  |
| 101.              | Lungrig Namgyel                        | * 1927          | 2003–2009      | lung rig rnam rgyal                             | 2. ri rdzong sras sprul   |  |
| 102.              | Thubten Nyima Lungtog Tendzin Norbu    | 1928–2022       | 2009–2016      | thub bstan nyi ma lung rtogs bstan 'dzin nor bu | Rizong Rinpoche           |  |
| 103.              | Jetsun Lobsang Tenzin                  | 1937–2017       | 2016–2017      |                                                 |                           |  |
| 104.              | Jangtse Choeje Rinpoche Lobsang Tenzin | 1935–           | 2017–          |                                                 |                           |  |